# دهانه شهاب‌سنگ
دهانه شهاب‌سنگ یا میتئور کریتر (انگلیسی: Meteor Crater) یک دهانه برخوردی شهاب‌سنگی است که در فاصله حدود ۶۰ کیلومتری شرق فلگستف و ۲۹ کیلومتری غرب وینسلو در شمال بیایان آریزونا در ایالات متحده آمریکا قرار دارد. ناسا از ۱۹۶۰ تا ۱۹۷۰ میلادی برای آموزش و تمرین فضانوردان برنامه فضایی آپولو در جهت فتح کره ماه، از این دهانه برخوردی استفاده می‌کرد.
از آنجا که اداره نام‌های جغرافیایی ایالات متحده به طور کلی برای نام‌گذاری عوارض پدیده‌های طبیعی از نام نزدیک‌ترین اداره پست به آن عارضه استفاده می‌کند، نام «میتئور کریتر» نیز از نام اداره پست نزدیک به آن به نام «میتئور» گرفته شده است. این محل در گذشته دهانه کنیون دیابلو نامیده می‌شد و و قطعات شهاب‌سنگی آن نیز به‌طور رسمی شهاب‌سنگ کنیون دیابلو نام داشت. دانشمندان این دهانه را به افتخار دنیل بارینگر که نخستین بار این محل را به عنوان یک دهانه برخوردی تشخیص داد به نام دهانه بارینگر نام‌گذاری کرده‌اند. این دهانه قبلاً به واسطه شرکت بارینگر کریتر در تملک خصوصی خانواده بارینگر بود که ادعا می‌کرد این دهانه بهترین دهانه شهاب‌سنگی باقی‌مانده بر روی زمین است. 
با وجود اهمیت زمین‌شناختی این محل، دهانه شهاب‌سنگی هنوز به عنوان یک یادبود ملی که نیازمند مالکیت فدرال است محافظت نمی‌شود. این محل در نوامبر سال ۱۹۶۷ به عنوان یک اثر طبیعی ملی شناخته شد.
دهانه شهاب‌سنگ در ارتفاع ۱٬۷۴۰ متری از سطح دریا قرار دارد. قطر این دهانه حدود ۱٬۲۰۰ متر، عمق آن حدود ۱۷۰ متر و دیواره پیرامونی دهانه حدود ۴۵ متر بلندتر از دشت اطراف آن است. مرکز این دهانه با لایه‌ای قلوه‌سنگ به ضخامت ۲۱۰ تا ۲۴۰ پوشیده شده که بر روی سنگ بستر دهانه قرار دارد.